# 차요테
차요테(스페인어: chayote, 학명: Sechium edule 세키움 에둘레[*])는 박과의 여러해살이 식물이다. 멕시코가 원산지이다.

## 분포
북아메리카에 분포한다.

## 사진 갤러리

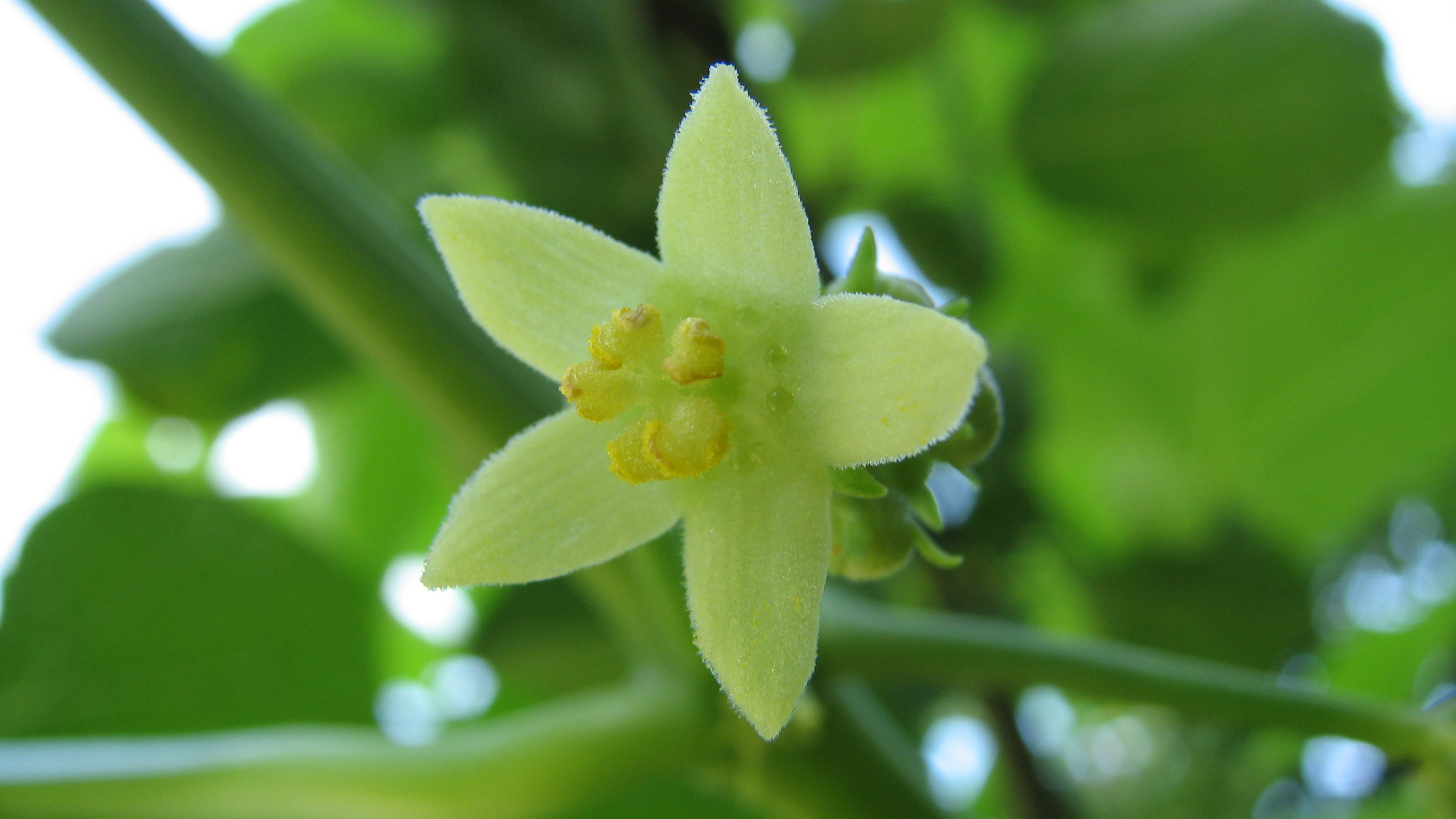
꽃
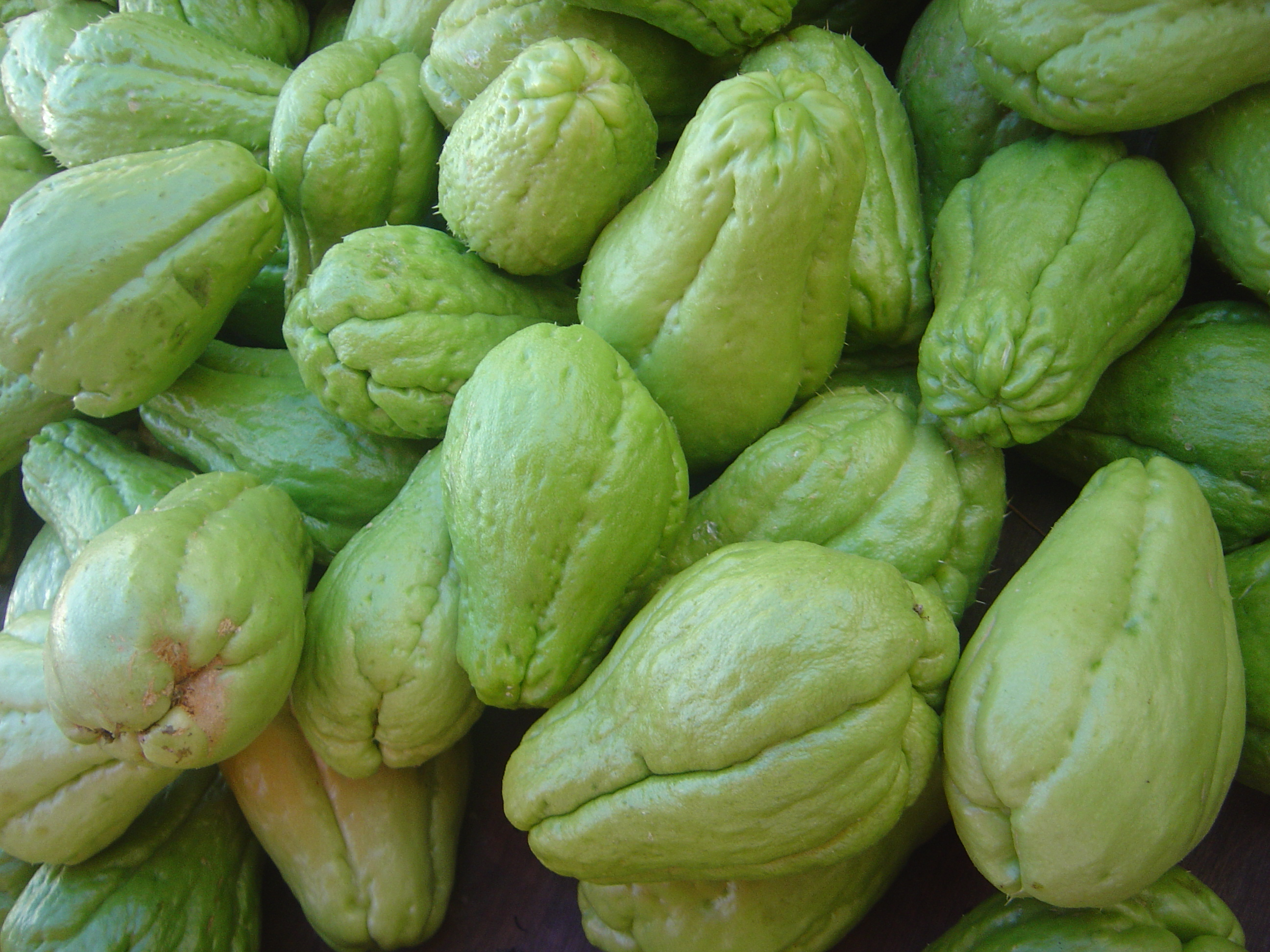
차요테
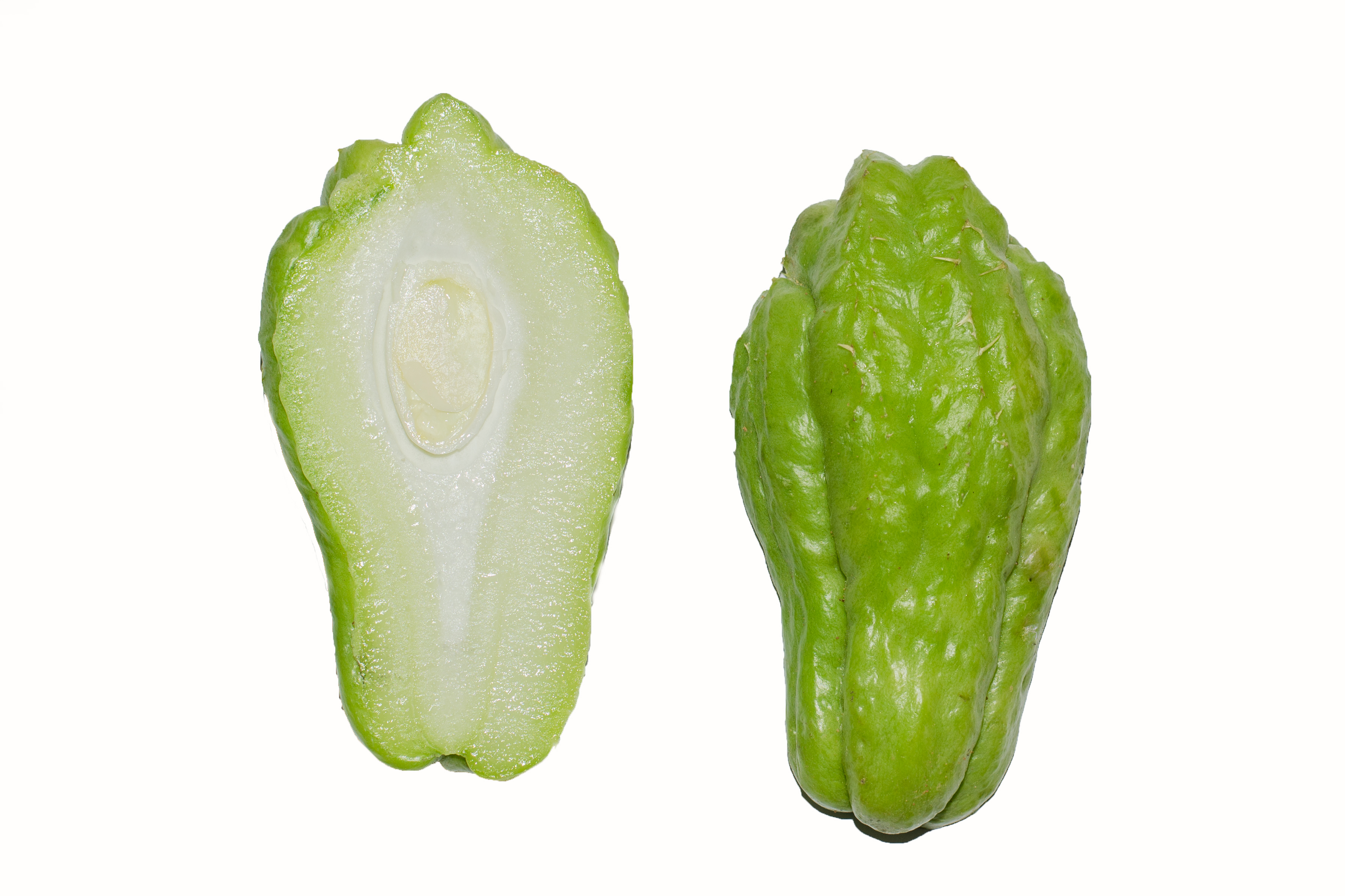
차요테 종단면
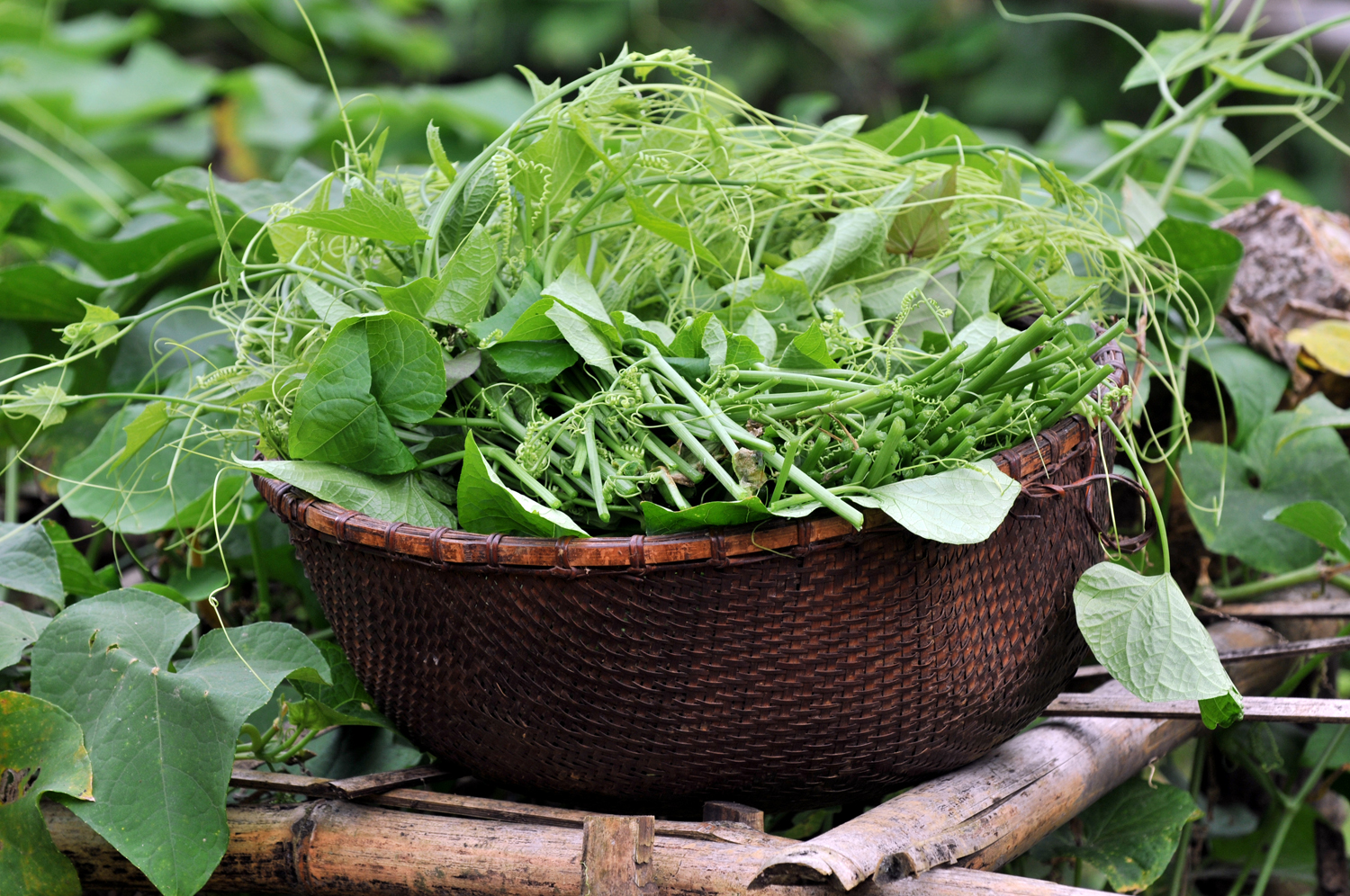
차요테 줄기

## 같이 보기
- 채소 목록